# Acontiophorum niveum
Acontiophorum niveum är en havsanemonart som beskrevs av Fautin, Eppard och Mead 1988. Acontiophorum niveum ingår i släktet Acontiophorum och familjen Acontiophoridae. Inga underarter finns listade i Catalogue of Life.